# Conversations with a Killer: The Ted Bundy Tapes
Conversations with a Killer: The Ted Bundy Tapes és una sèrie documental de quatre episodis que es va estrenar a Netflix el 24 de gener de l'any 2019. Aquesta sèrie relata l'espantosa història de l'assassí Ted Bundy a través d'unes gravacions de veu de les entrevistes que Stephen Michaud va fer durant mesos al criminal.
L'obra va ser dirigida per Joe Berlinger i inclou protagonistes de la mateixa història: periodistes, autoritats, familiars de les víctimes i supervivents entre d'altres. Conté quatre episodis que expliquen l'evolució de Bundy, des de la infantesa fins a la seva mort a la cadira elèctrica.

## Episodis
| Núm. | Títol                      |
| ---- | -------------------------- |
| 1    | "Handsome Devil"           |
| 2    | "One of Us"                |
| 3    | "Not My Turn to Watch Him" |
| 4    | "Burn Bundy Burn"          |